# 楊芳婉
楊芳婉（1956年—），是中華民國律師，民主進步黨籍，專長是性別平等法律，長期致力促進婦女權益，現任監察委員，曾任臺北市婦女新知協會第3－4屆理事長，行政院婦女權益促進委員會第五屆委員，行政院勞工委員會兩性工作平等委員會委員，現任國際婦女法學會理事、臺灣婦女團體全國聯合會副理事長。
2007年5月13日，因民主進步黨立法委員盧天麟轉任勞委會主委，遞補為第6屆全國不分區立法委員；並於2011年7月13日獲民進黨提名為2012年中華民國立法委員選舉全國不分區立委排名第21位。
2016年6月8日任職國家年金改革委員會委員。

## 爭議
2018年9月11日，夫婿張天欽因在促轉會內部開會時自詡東廠要修理藍營候選人爭議，爆發爭議隔日火速道歉去職。
2018年9月13日，楊芳婉被爆料是蔡英文的同學，也是總統蔡英文所提名的監委，被遭質疑是靠裙帶關係。

## 外部連結
- 立法院全球資訊網－立法委員－楊芳婉委員簡介 （页面存档备份，存于）
- 司法改革篇 楊芳婉 （页面存档备份，存于）
- 張天欽、黃煌雄爆不合　監委妻是蔡英文同學